# Last Friday Night (T.G.I.F.)
"Last Friday Night (T.G.I.F.)" je pjesma američke pjevačice Katy Perry. Pjesmu su napisali Perry, Dr. Luke, Max Martin, i Bonnie McKee a producirali su je Dr. Luke i Max Martin. Pjesma je izdana kao peti singl s trećeg studijskog albuma Teenage Dream. U četvrtom tjednu na listi Billboard Hot 100 pjesma se plasirala na četvrto mjesto, kao i na treće mjesto u Kanadi. Nakon tri tjedna na 4. mjestu, pjesma se plasirala na treće mjesto. Kao i ostali singlovi s albuma, ova pjesma je dospjela na vrh lista Hot Digital Songs i Hot Dance Club Play. 

## O pjesmi
Perry je otkrila kako je inspiraciju za ovu pjesmu pronašla nakon što je trčala gola kroz park. Nakon divlje noći partijanja, Perry je napisala pjesmu. "Last Friday Night (T.G.I.F.)" je dance-pop i pop rock pjesma. Pjesma je dobila raznolike kritike. Video za pjesmu je objavljen 12. lipnja 2011., dva dana prije zakazane premijere. U njemu se Perry pojavljuje kao tinejdžerica koja se budi nakon zabave u njenoj kući. Video spot za pjesmu je dobio pozitivne kritike. 

## Uspjeh na top listama
| Ljestvica (2011.)       | Pozicija |
| ----------------------- | -------- |
| Australija              | 5        |
| Austrija                | 16       |
| Belgija (Flandrija)     | 24       |
| Belgija (Valonija)      | 18       |
| Kanada                  | 3        |
| Francuska               | 34       |
| Njemačka                | 3        |
| Mađarska                | 29       |
| Irska                   | 2        |
| Nizozemska              | 10       |
| Novi Zeland             | 4        |
| Ujedinjeno Kraljestvo   | 9        |
| US (Billboard Hot 100)  | 1        |
| US Adult Pop Songs      | 16       |
| US Hot Dance Club Songs | 1        |
| US Pop Songs            | 5        |